# Амалин
Амалин (Амалина, Амалія, рос. Амалин, Амалина, Амалия, пол. Amalin) — колишня німецька колонія у Курненській волості Новоград-Волинського повіту Волинської губернії та Улашанівській і Рудокопівській сільських радах Пулинського (Червоноармійського), Соколовського, Новоград-Волинського районів, Новоград-Волинської міської ради Волинської округи та Київської області.
Розміщувалась південно-східніше м. Новоград-Волинський, мешканці сповідували лютеранство; належало до лютеранської парафії Геймталь.

## Населення
Кількість населення: 134 мешканці та 21 двір (1900 р.), 95 осіб та 19 дворів (1906 р.), 98 осіб (1910 р.), 107 осіб та 25 дворів (1923 р.), 150 осіб та 27 дворів (1924 р.).

## Історія
В кінці 19 століття — німецька колонія в Курненській волості Новоград-Волинського повіту, за 11 верст від с. Курне, мала євангельський молитовний дім.
В 1906 році колонія входила до складу Курненської волості (3-го стану) Новоград-Волинського повіту Волинської губернії. Відстань до повітового центру, м. Новоград-Волинський, становила 29 верст, до волосної управи в с. Курне — 11 верст. Найближче поштово-телеграфне відділення розташовувалось на станції Рудня.
У 1923 році увійшла до складу новоствореної Улашанівської сільської ради, котра, від 7 березня 1923 року, стала частиною новоствореного Пулинського району Житомирської (згодом — Волинська) округи. 27 жовтня 1926 року, відповідно до наказу Волинського ОВК «Про утворення нових національних селищних та сільських рад, поширення мережі українських сільрад та перейменування існуючих сільрад у національні», колонію було включено до складу новоствореної Рудокопівської німецької національної сільської ради Пулинського району, котру 20 червня 1930 року було включено до, створеного постановою ВУЦВК «Про створення Соколовського та Пулинського національного (німецького) районів», Соколовського району. Вже 15 вересня 1930 року Соколовський район було ліквідовано й Рудокопівська сільська рада, з кол. Амалин у складі, увійшла до складу Новоград-Волинського району, після ліквідації котрого, 1 червня 1935 року, сільрада увійшла до приміської смуги Новоград-Волинської міської ради Київської області, 17 жовтня 1935 року — до складу реформованого Червоноармійського району Київської області.
Станом на 1 жовтня 1941 року на обліку населених пунктів не значиться.